# San José la Florida Yob
San José la Florida Yob är en ort i Mexiko.   Den ligger i kommunen Yajalón och delstaten Chiapas, i den sydöstra delen av landet, 800 km öster om huvudstaden Mexico City. San José la Florida Yob ligger 822 meter över havet och antalet invånare är 124.
Terrängen runt San José la Florida Yob är kuperad åt nordväst, men åt sydost är den bergig. San José la Florida Yob ligger nere i en dal. Runt San José la Florida Yob är det ganska tätbefolkat, med 67 invånare per kvadratkilometer. Närmaste större samhälle är Yajalón, 5,4 km sydost om San José la Florida Yob. I omgivningarna runt San José la Florida Yob växer i huvudsak städsegrön lövskog.